# Télépopmusik
Télépopmusik é um trio francês de música eletrónica composto por Fabrice Dumont, baixista da banda pop Autour de Lucie), Stephan Haeri, também conhecido como "2Square" nos seus projectos a solo, e Christophe Hetier, conhecido como "Antipop".

## História
Os Télépopmusik formaram-se em 1997 por Stéphan Haeri, Christophe Hétier e Fabrice Dumont (este último é também membro do grupo Autour de Lucie). Os membros da banda partilham uma paixão pela música eletrónica antiga (ver GRM). A sua primeira gravação, Sonic 75, foi aclamada tanto por profissionais como pelo público.
O seu álbum de estreia, Genetic World, foi lançado em 2001, impulsionado pelo sucesso do single Breathe. Já o segundo álbum, Angel Milk, foi lançado em 2005 e o terceiro álbum, Everybody Breaks the Line, só foi lançado 15 anos mais tarde.

## Discografia

### Álbuns
- 2001 - Genetic World
- 2005 - Angel Milk[4]
- 2020 - Everybody Breaks the Line

### EPs
- 2009 - Ghost Girl
- 2013 - Try Me Anyway/Fever
- 2014 - Sound